# Léon Walther (psychologue)
Pour les articles homonymes, voir Walther.
Léon Walther, né à Saint-Pétersbourg le 28 mars 1889 et décédé à Genève le 20 avril 1963, est un psychologue russe spécialisé en psychologie du travail.

## Biographie
Diplômé de l'Université de Saint-Pétersbourg en 1912, il vint à Genève passer la licence en droit en 1918, et y fut l'élève d'Édouard Claparède à l'Institut Jean-Jacques Rousseau où il fut diplômé en 1918, se spécialisant dans les applications de la psychologie. Il y passa en 1926 sa thèse de doctorat en philosophie, sur la technopsychologie du travail industriel, ouvrage qui fonda sa réputation de caractère mondial et fut traduit et diffusé en Italie et au Brésil. Professeur à l'Institut J.-J. Rousseau, privat-docent à l'Université de Genève, il fut directeur de l'Institut de Psychotechnique à partir de 1932.

## Publications

### Ouvrages
- La Technopsychologie du travail industriel. Delachaux & Niestlé, 1926
- L'Économie du temps et de l'effort : Problème des mouvements professionnels. Institut Pelman, 1931
- Orientation professionnelle et carrières libérales, étude psychologique. Delachaux et Niestlé, 1936, 168 p.
- La Psychologie du travail, Éditions du Mont-Blanc, 1946
- Le Travail en groupe et l'hygiène mentale. Presses universitaires de France, 1962
- La Technopsychologie, ses origines et sa portée sociale dans le cadre de la civilisation occidentale. Centre de psychologie appliquée, 1962

### Articles
- L'Horlogerie en face de la psychologie du travail in Mélange Albert Michotte, Éd. de l'Université, Louvain et Vrin, Paria, 1947
- Quelques chapitres de la Technopsychologie du Travail Industriel. L'Année psychologique, 1930,  31, 1, pp. 150-191 (en ligne)
- Contribution à l'étude de l'habileté manuelle.  L'Année psychologique,   1953, 53, 1,  pp. 35-58 (en ligne)